# All kinds of everything

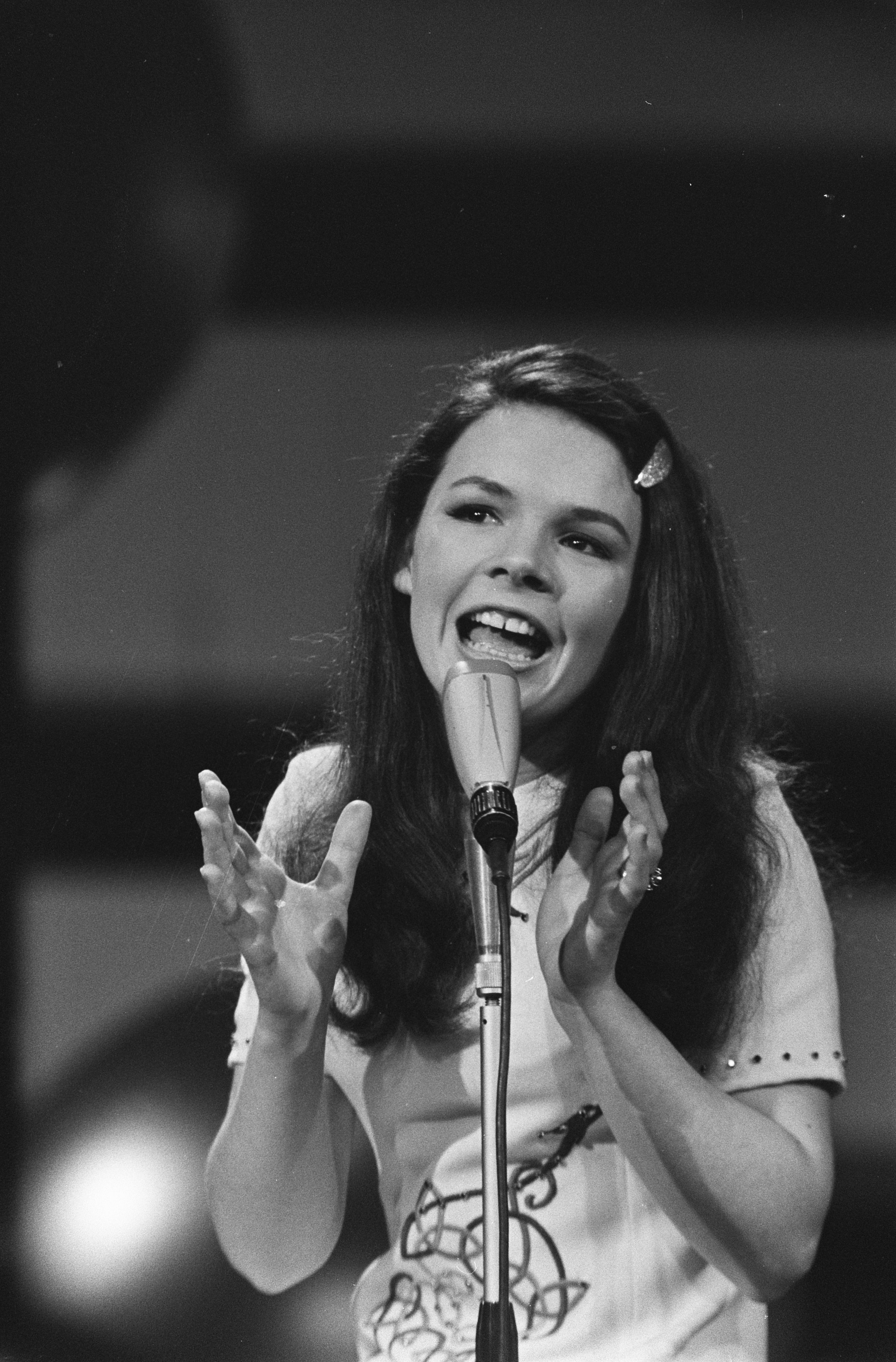
Dana op het Eurovisiesongfestival

All kinds of everything is een nummer van de Ierse zangeres Dana uit 1970. Het werd geschreven en gecomponeerd door Derry Lindsay en Jackie Smith.
Met dit lied won Ierland in 1970 het Eurovisiesongfestival.

## Achtergrond
Derry Lindsay en Jackie Smith leerden elkaar eind jaren zestig kennen toen ze werkzaam waren voor een krant in Dublin. Beide waren destijds 28 jaar oud en amateur-songwriter. In 1969 bedachten de twee het plan om samen een lied te schrijven, met de bedoeling het in te zenden naar de Ierse voorronde voor het Eurovisiesongfestival. Ze hielden verschillende schrijfsessies, waaruit gaandeweg All kinds of everything ontstond.
Het is een liefdesliedje waarin allerlei dingen worden opgesomd die doen denken aan een geliefde, zoals sneeuwklokjes en narcissen, vlinders en bijen, zeilboten en vissers, zeemeeuwen en vliegtuigen, stadsgezichten en neonlichten, de vier seizoenen van het jaar en de dagen van de week.
All kinds of everything werd in december 1969 afgeleverd bij de RTÉ en uiteindelijk geselecteerd voor de Ierse nationale finale. Er ontstond echter wel een probleem, want het lied had nog geen uitvoerder. Tom McGrath, de producer van de show, nodigde hierop de 18-jarige Dana Scallon uit om het nummer te zingen. Dana, afkomstig uit Noord-Ierland, had een jaar eerder ook al meegedaan aan de Ierse voorselectie en was toen tweede geworden met het lied Look around.
Na de nationale finale werd All kinds of everything opnieuw gearrangeerd door Phil Coulter, die daarmee tevens de helft van de publicatierechten verwierf.

## Eurovisiesongfestival 1970
All kinds of everything was een van de acht liedjes in de Ierse voorronde voor het Eurovisiesongfestival van 1970. Deze nationale finale vond op 1 maart van dat jaar plaats in de televisiestudio's van de RTÉ in Dublin. Dana won de competitie met gemak en mocht Ierland zodoende vertegenwoordigen op het Eurovisiesongfestival, dat drie weken later plaatsvond in de RAI in Amsterdam.
Vanwege haar afkomst was de afvaardiging van Dana niet onomstreden. Het feit dat Ierland door een Noord-Ierse zangeres vertegenwoordigd zou worden, lag ten tijde van de politieke onrust in Noord-Ierland zeer gevoelig bij verschillende groepen. Ondanks deze sentimenten trad Dana echter gewoon voor Ierland aan.
Op het songfestival was Dana als laatste van 12 deelnemers aan de beurt. Ze bracht haar lied zittend op een kruk en viel mede op vanwege haar witte mini-jurk. Ierland had geen eigen dirigent meegenomen en daarom werd Dana begeleid door het Metropole Orkest onder leiding van Dolf van der Linden.
Bij de puntentelling behaalde All kinds of everything een totale score van 32 punten, waarvan 9 punten afkomstig waren van België. Het bleek uiteindelijk voldoende voor de overwinning, waarbij onder andere de Britse topfavoriete Mary Hopkin en de door Spanje afgevaardigde Julio Iglesias werden verslagen. Het betekende de eerste Ierse songfestivalzege in de historie. Dana kreeg de winnaarstrofee overhandigd door Lenny Kuhr, een van de winnaars van 1969.

## Covers
Door de jaren heen werd All kinds of everything door verschillende artiesten gecoverd. Er verschenen vertalingen in het Zweeds (Allting och ingenting door Kirsti Sparboe), het Nederlands (Duizenden dingetjes door Willeke Alberti), het Spaans (Todas las cosas door Cristina), het Duits (Alles und noch viel mehr door Manuela), het Roemeens (Dacă visezi cumva door Angela Similea) en het Portugees (Todas as coisas me falam de ti door Marco Paulo).
In 1998 werd het lied in duetvorm opgenomen door Sinéad O'Connor en Terry Hall.

## Hitlijsten
Na het Songfestival groeide All kinds of everything uit tot een wereldwijde hit. Behalve in Ierland zelf bereikte het ook de nummer 1-positie in de hitparades van Vlaanderen, het Verenigd Koninkrijk en Singapore. Tevens bereikte de single de top 10 in Duitsland, Zwitserland, Israël, Joegoslavië, Zuid-Afrika, Oostenrijk en Nieuw-Zeeland. In de Nederlandse Top 40 bleef Dana steken op de tweede plaats, achter El cóndor pasa van Simon & Garfunkel.

### Nederlandse Top 40
| Positie: | 12 | 4 | 2 | 3 | 3 | 9 | 13 | 26 | uit |

### NPO Radio 2 Top 2000
| Nummer met noteringen in de NPO Radio 2 Top 2000 | '99  | '00  | '01  | '02 | '03  | '04 | '05  |
| ------------------------------------------------ | ---- | ---- | ---- | --- | ---- | --- | ---- |
| All Kinds of Everything                          | 1332 | 1202 | 1661 | -   | 1908 | -   | 1985 |

1. ↑  Een '-' betekent dat het nummer niet was genoteerd en een vetgedrukt getal geeft de hoogste notering aan.
2. ↑  Deze tabel is bijgewerkt tot en met de laatste editie (2024).

1956: Refrain · 
1957: Net als toen · 
1958: Dors, mon amour · 
1959: 'n Beetje · 
1960: Tom Pillibi · 
1961: Nous les amoureux · 
1962: Un premier amour · 
1963: Dansevise · 
1964: Non ho l'età · 
1965: Poupée de cire, poupée de son · 
1966: Merci, chérie · 
1967: Puppet on a string · 
1968: La la la · 
1969: Un jour, un enfant, De troubadour, Vivo cantando, Boom bang-a-bang · 
1970: All kinds of everything · 
1971: Un banc, un arbre, une rue · 
1972: Après toi · 
1973: Tu te reconnaîtras · 
1974: Waterloo · 
1975: Ding-a-dong · 
1976: Save your kisses for me · 
1977: L'oiseau et l'enfant · 
1978: A-ba-ni-bi · 
1979: Hallelujah · 
1980: What's another year · 
1981: Making your mind up · 
1982: Ein bißchen Frieden · 
1983: Si la vie est cadeau · 
1984: Diggi-loo diggi-ley · 
1985: La det swinge · 
1986: J'aime la vie · 
1987: Hold me now · 
1988: Ne partez pas sans moi · 
1989: Rock me · 
1990: Insieme: 1992 · 
1991: Fångad av en stormvind · 
1992: Why me? · 
1993: In your eyes · 
1994: Rock 'n' roll kids · 
1995: Nocturne · 
1996: The voice · 
1997: Love shine a light · 
1998: Diva · 
1999: Take me to your heaven · 
2000: Fly on the wings of love · 
2001: Everybody · 
2002: I wanna · 
2003: Everyway that I can · 
2004: Wild dances · 
2005: My number one · 
2006: Hard rock hallelujah · 
2007: Molitva · 
2008: Believe · 
2009: Fairytale · 
2010: Satellite · 
2011: Running scared · 
2012: Euphoria · 
2013: Only teardrops · 
2014: Rise like a phoenix · 
2015: Heroes · 
2016: 1944 · 
2017: Amar pelos dois · 
2018: Toy · 
2019: Arcade · 
2021: Zitti e buoni · 
2022: Stefania · 
2023: Tattoo · 
2024: The code